# 新竹歷史
新竹地區，包括現在的新竹市及新竹縣。首度由漢人有系統的開墾開始於18世紀初期，閩粵移民陸續開墾新竹，閩籍分布於水利便利的河川下游，晚到的客籍多半分布於丘陵地竹北、新豐、新埔等地。

## 荷蘭、西班牙時代
臺灣原住民平埔族竹塹社與眩眩社的活動範圍，17世紀荷蘭殖民台灣，漢人還未大規模的抵達新竹地區開墾，主要居民為臺灣原住民。荷蘭於1654年統計竹塹社計有149戶，523人。竹塹社當時分布於香山、鹽水港一帶，與其他部落的酋長每年集會一次，向荷蘭殖民者報告當地情況。
竹塹地區與台灣同期各地相較，是全台唯一贌價（贌社）高昂且缺乏米糧的地區；因為盛產鹿皮加上貿易活動興盛，竹塹地區長期倚仗貿易進口糧食，以供養更多人口，這些人口是原初部落無法負荷的，長久下來，貿易已成為竹塹地區無法拒絕的必要行為。
這個特性使竹塹港成為荷蘭時代中後期最具商業價值的島內運輸港，以穩定、具計畫性的以物易物貿易，形塑了較深厚的原漢關係，加速了清代竹塹地區的拓墾與港市的形成。
竹塹地區在1646-1647年荷蘭人統治初期發生過幾次零星的反抗事件後，直到1653年，竹塹一帶都維持著大致的和平，但1654年起，竹塹社突然開始襲擊、搶劫、竊盜其他村社，宣告他們雖然不反抗荷蘭大員當局，但要求Parcoutckie（南崁社）、Mattatas、Gerom、Sinanny等地區，須恢復自古有的納稅（schatting）習慣，繳納貢品予竹塹社；1655年竹塹一帶村社對立的情形加劇，荷蘭人以「前所未聞」形容其嚴峻的形勢，竹塹社人進一步宣示不再仰賴荷蘭人，將以弓和箭與之對抗；1657年狀況依舊未改善，南崁的贌商甚至在南崁社被殺，荷蘭當局遂率兵北上，將南崁社與竹塹社的村落燒成灰燼。1656至1657年，台灣北部地區一同消失於《熱蘭遮城日誌》的贌價記錄表中，這段期間的動亂應該是無漢商敢參與競標的原因。
這些動亂應與大員的物價飛漲有關；1654-1655年間，國姓爺與清朝的戰爭使得前來大員貿易的中國船隻越來越少，到了1656年6月，國姓爺甚至頒布禁運令，一直持續到1657年夏季，不僅使贌商無能繳納贌金，還使不少中國人攜眷回鄉，大員物價勢必因此上揚，也勢必威脅依賴貿易生存的竹塹社，不僅使得他們四處騷擾其他村社，且拒絕提供鹿皮，開始思考自己耕作的可能。
1658-1660年間的《熱蘭遮城日誌》遺失，但從荷蘭人的書信中，可以知道大員的貿易情況始終沒有好轉，1659年大員商館已無盈餘，該年秋天，竹塹社又因反叛再被燒毀一次，直至1661年，荷蘭人仍在日誌中規畫著如何處置反叛的竹塹社人，可見終荷蘭人統治之期，竹塹地區的反抗都不曾間斷。
清代港口與拓墾的研究，多以漢人史料為主，研究結果亦偏向漢人觀點；周鍾瑄《諸羅縣志》述及崩山、後壠、中港、竹塹、南崁各港時，認為這些地區「商賈舟楫未通，雖入職方，無異化外。」對於漢人來說，因少有漢人定居，確實屬於「化外」，但《熱蘭遮城日誌》中有為數不少的竹塹地區貨物運輸資料（有記錄者達35筆，且貨物量龐大），顯示早在荷蘭時代，竹塹地區就與大員有密切的水運往來，若指其「舟楫未通」，並不真確。
清代的港口發展與荷蘭時代具有延續性，並非斷裂式地突然崛起，竹塹地區雖開發較晚、番界 （页面存档备份，存于）迫近、腹地狹小、距離大員遙遠，卻能在1731-1783年間，和中南部具廣大平原腹地的港口，一起成為三級港 （页面存档备份，存于），實得力於荷蘭時代商業的高度發展；雖然原漢貿易的數量，無法與大量漢人進墾後相比，但若非盛產鹿又缺乏米糧的環境，誘發竹塹地區原住民旺盛的貿易企圖，使其成為荷蘭時代中後期最有價值的島內運輸港，清初的竹塹地區也難以在短時間內蓬勃崛起。

## 明鄭
明永曆十五年（1661年），明軍進攻臺灣，楊祖率左先鋒陣軍隊於新港仔以及竹塹一帶屯墾。幾個月後，臺灣中部的大肚王國擊退明軍，楊祖受傷敗回赤崁。漢人直至1711年以前，再無於新竹地區進行有效的屯墾經營。
1681年，明軍為了準備與清軍攻臺灣的戰爭，積極修築防禦工事並徵調各地的原住民，各社原住民不堪其苦，紛紛反叛，殺通事並搶奪糧餉，攻擊往來商人。鄭克塽指派親軍陳絳率軍征討反抗的原住民。反抗的各社原住民勢力轉入山區，其中竹塹社人轉入十八尖山、客雅山等丘陵地，後來部份竹塹社人接受招降，落腳於武營頭，但原在新竹的眩眩社卻可能沒有再回來原來的社域。

## 清代

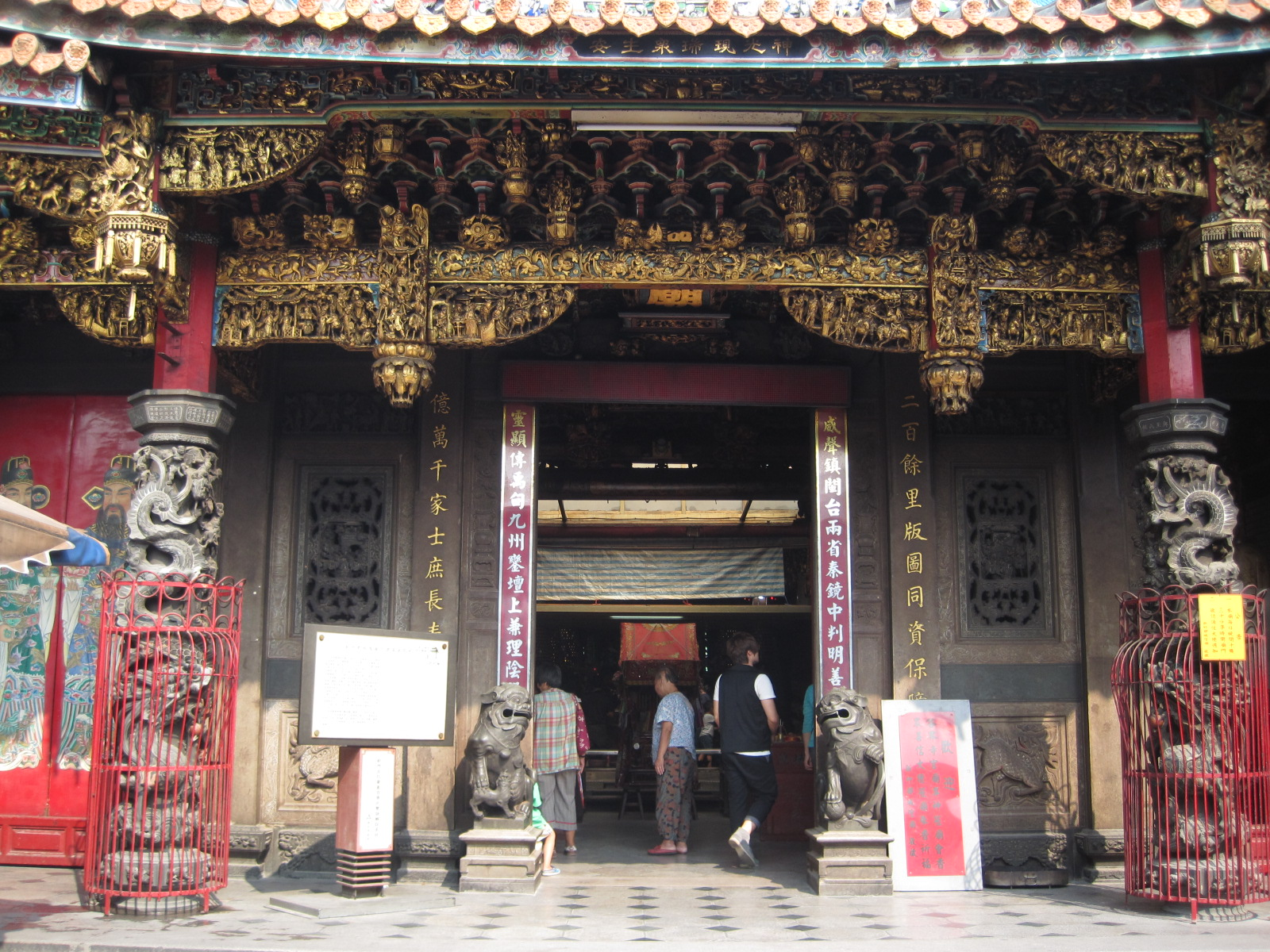
清代新竹城的城市中心─北門大街一端

1683年台灣併入清朝版圖，竹塹改屬諸羅縣。1691年 福建泉州王世傑獲准帶領親族180餘人與福建銀同同鄉等以暗仔街為中心往市區發展，同時向竹塹社族人取得土地墾植，廣興水利開發良田，形成 閩南族群 移民聚落。。而粵籍徐立鵬於1725年帶領族人進入竹東、新豐等郊區墾殖，形成客家移民聚落。雍正元年（1723年），淡水廳治設於新竹市市區，成為清朝時期北台灣第一個建城的重鎮。 
1733年，淡水同知徐治民種植莿竹為城，並設東、西、南、北四城門。1756年，淡水廳署由彰化遷到竹塹，署址位於城隍廟旁。
1826年，竹塹開台進士鄭用錫等人奏請興建竹塹城獲准，於1827年興工，築造磚石造城牆與四座城樓，1829年完工。清光緒元年（1875年），淡水廳廢除，竹塹改稱新竹並設縣治。1887年，臺灣建省，新竹縣析出苗栗縣，分屬於臺北府以及臺灣府（今臺中）。1894年基隆到新竹鐵路通車。

## 日治

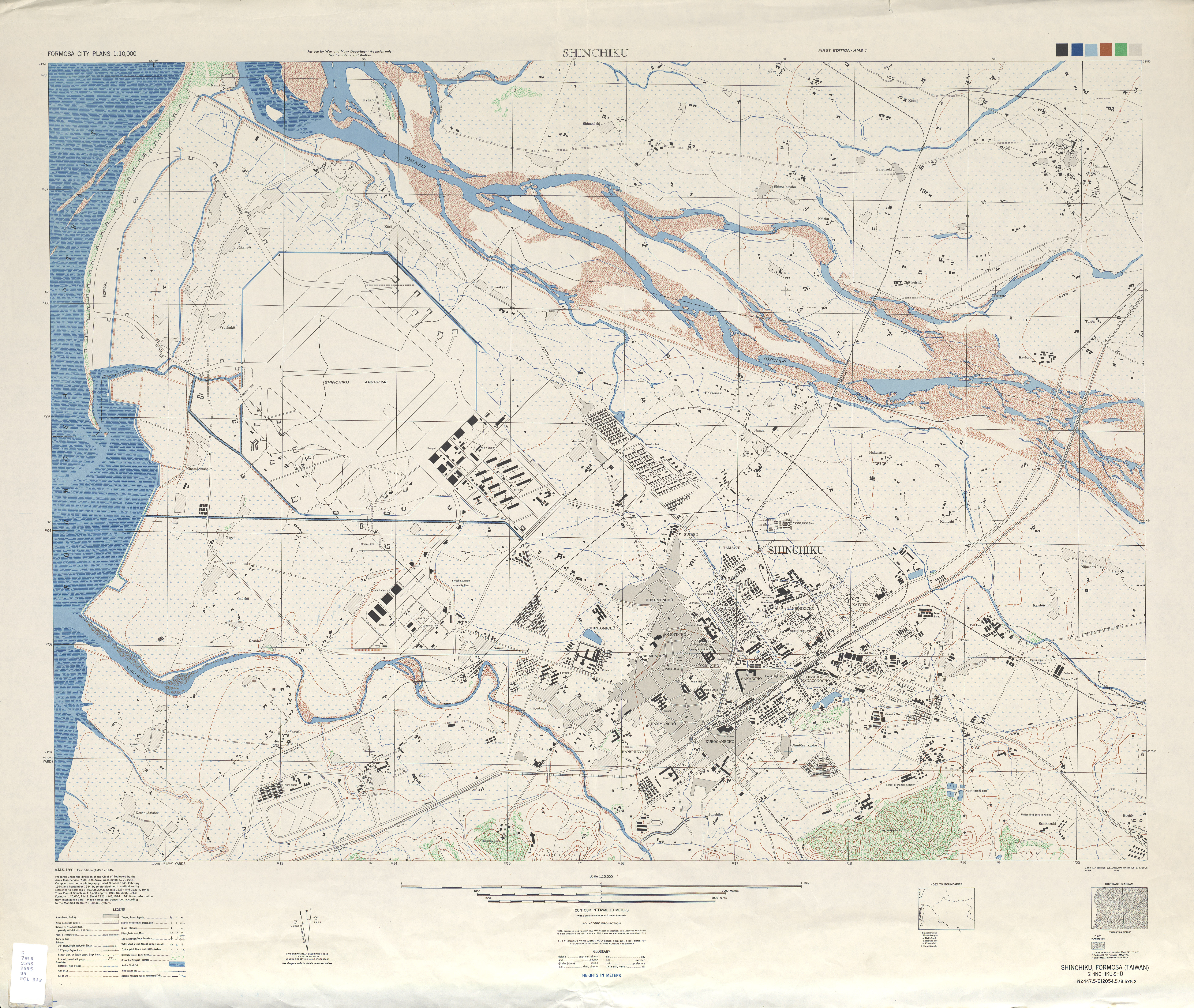
1945年二次大戰期間美軍繪製的新竹地圖

乙未戰爭中，新竹成為抵抗日軍接收北台灣的重要據點。將新竹劃歸台北縣，並置新竹支廳管理。1920年9月合新竹、桃園支廳為新竹州，州治設於新竹郡(1930年新竹市自新竹郡分出，州治改新竹市 城市的軸心 ，中正路_(新竹市))
臺灣南北交通方式改變，縱貫鐵路成為臺灣南北交通運輸的主要方式。舊港與對岸的貿易減少，城市重心移轉到接近火車站的東門附近
1912年，新竹電燈株式會社成立，開始供電，是新竹邁向現代化的指標。
1937年，興建新竹機場。
1943年11月25日，新竹飛行場遭到华美混合团空袭日驻新竹基地，這也是盟軍首次襲擊台灣。1945年盟軍新竹大轟炸，全台被炸彈攻擊總量最多，大火三日才停止，新竹市東南區域幾近全毀。

## 民國

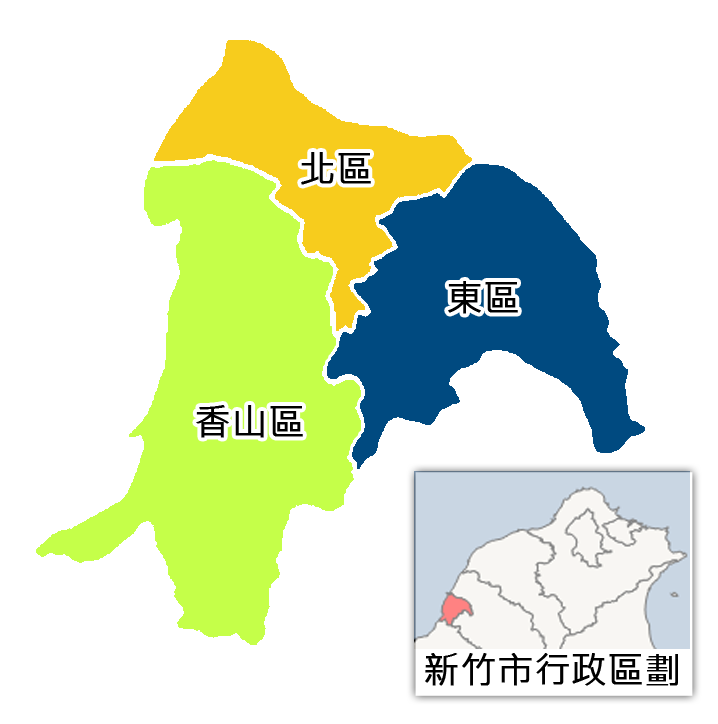
現行新竹市行政區區劃

1945年日本戰敗之後，臺灣進入中華民國時期。1945年10月30日，日治時期的新竹市（新竹州首府）改制為省轄市（最早的），即為新竹市第一次省轄市時期。1946年將原日治9轄區整併東、西、南、北、香山等5區，總面積約101平方公里，同年將大新竹縣竹東區竹東鎮與寶山鄉併入為竹東區和寶山區，總面積約209平方公里（全臺主要城市最大面積）,1950年底將原新竹省轄市切割（政權更替，連降兩級），香山、竹東、寶山成為新竹縣轄鄉鎮，原省轄東西南北四區整併為新竹縣轄市，總面積約49平方公里。
1945年，日治新竹州改為新竹縣，國民政府分原新竹州之新竹、桃園、苗栗等地改置八區一市，設縣治於桃園。新竹市則包含東西南北、香山、寶山、竹東七區。中華民國政府遷臺後，1950年調整行政區域，分為桃園、新竹、苗栗三縣，此時的新竹縣之縣治設於新竹市（政權替換，新竹市政府連降兩級）。

### 外省人口移入新竹市
1949年國共內戰後，國民政府撤退來台，為數眾多遷移到臺灣的軍隊，除少部分政府官員被安置於日本政府離開臺灣後閒置的房舍。因日本政府於二次大戰後期，將新竹作為海軍第一艦隊司令部，因此留下了部分軍事設施及少許的房舍。而政府為了解決居住問題，開始興建房舍或安排宿舍，並將新住民以軍種、職業、特性等，分別群聚於一定範圍，即形成台灣現在為人所知的「眷村」。新竹市眷村的演變和發展，可說是臺灣眷村文化和歷史發展的縮影。
國立清華大學及國立交通大學也在50年代于新竹复校。

### 縣市分治

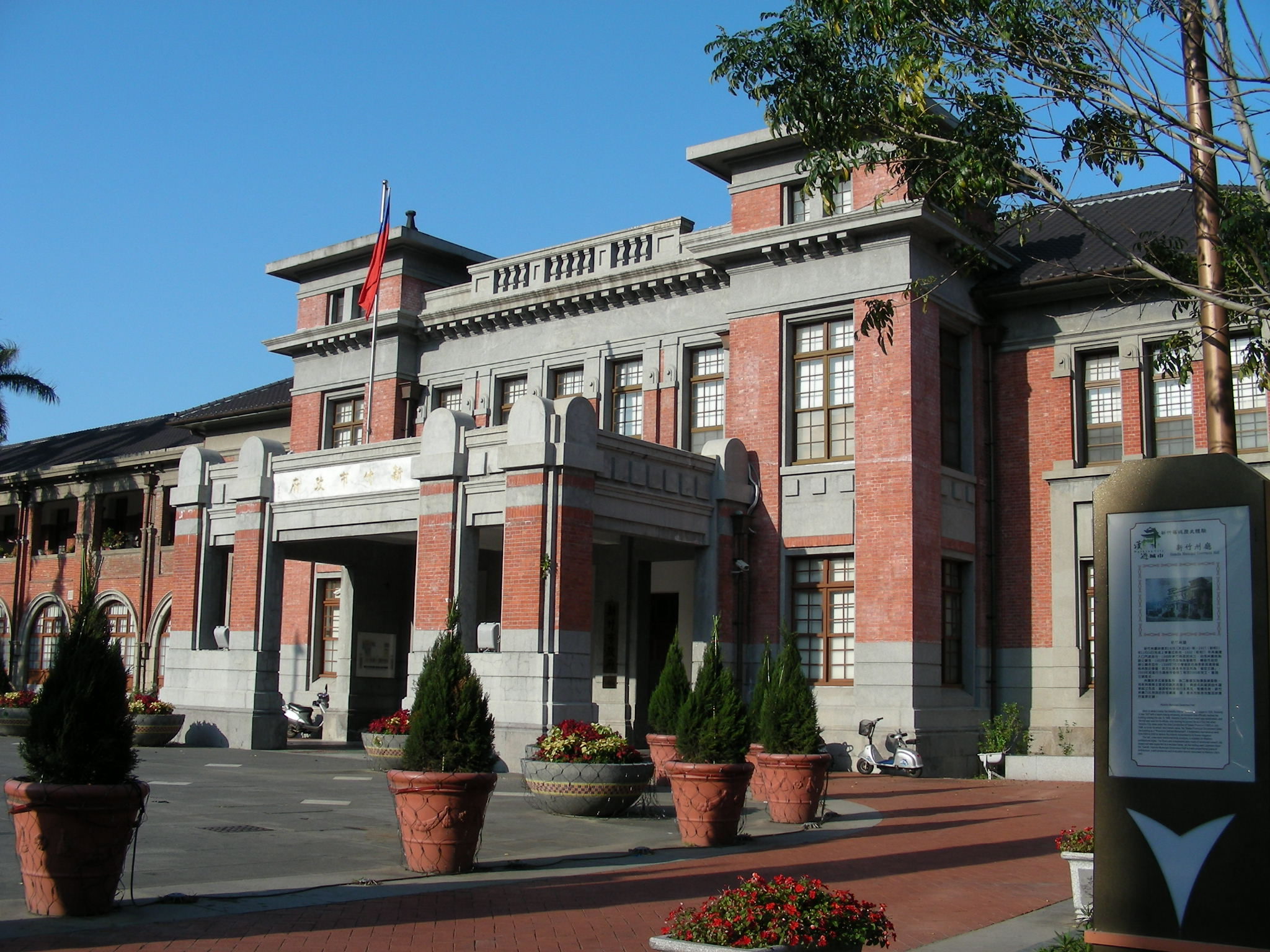
新竹州廳大門(今 新竹市政府)

1982年，新竹縣市分治，新竹市再次改制為省轄市，市區閩南人占67%，縣政府遷至竹北。。
1980年代，將日治時期，軍事設施( 海軍第一艦隊司令部相關科研所 )轉型，工業技術研究院與科學工業園區相繼成立，吸引眾多的高科技人力移居新竹市。新竹市常住人口中，接受過研究所教育者佔15歲以上人口2.5%（1990年資料），為全臺第一。平均接受過高等教育的人口比例僅次於台北市。
據資料顯示，目前新竹市為全國平均收入最高、以及平均壽命最年輕的縣市。